# Вигри
Вигри — олимпийский талисман соревнований по парусному спорту, проходивших в Таллине в рамках XXII Летних Олимпийских игр. Является первым талисманом для состязаний по отдельному виду спорта на Олимпийских играх.

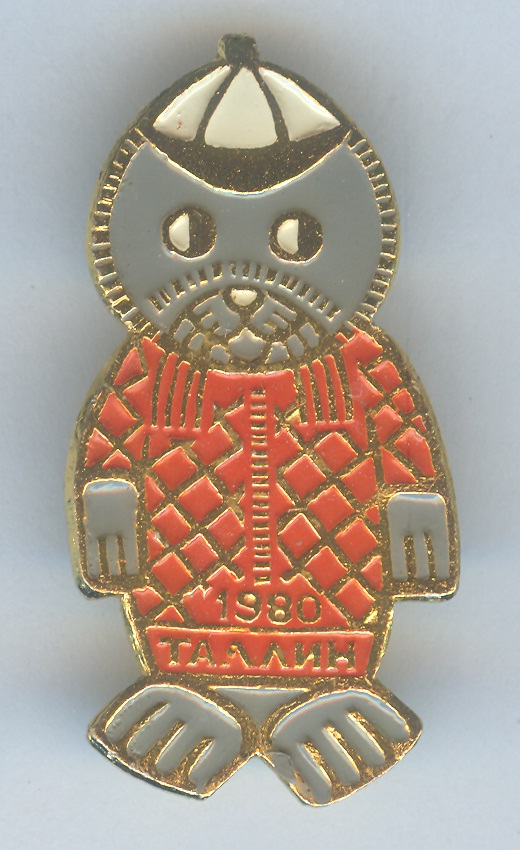
Значок Таллин 1980 Вигри

## Описание
Вигри представляет собой антропоморфного тюленя, стоящего на задних ластах.

## История создания
В 1977 году Торговой палатой Эстонской ССР был объявлен конкурс на олимпийский символ парусных соревнований. Достаточно активно участники конкурса предлагали в качестве талисмана чайку, но победителями стали два варианта тюленёнка — лежащий и стоящий, созданные таллинской художницей Саймой Сымер.
Имя талисману было определено в дополнительном конкурсе. Автором названия — Вигри — стал школьник из Таллина.

## Популярность
Летом 1979 года таллинским заводом «Полимер» было выпущено несколько десятков тысяч тюленят из резиновой пены. Также символ парусных соревнований украшал собой значки, пакеты, сумки, плакаты и другие товары.
Именем Вигри также были названы класс юниорских яхт, детские сады, музыкальные коллективы, футбольная команда и сорт печенья.

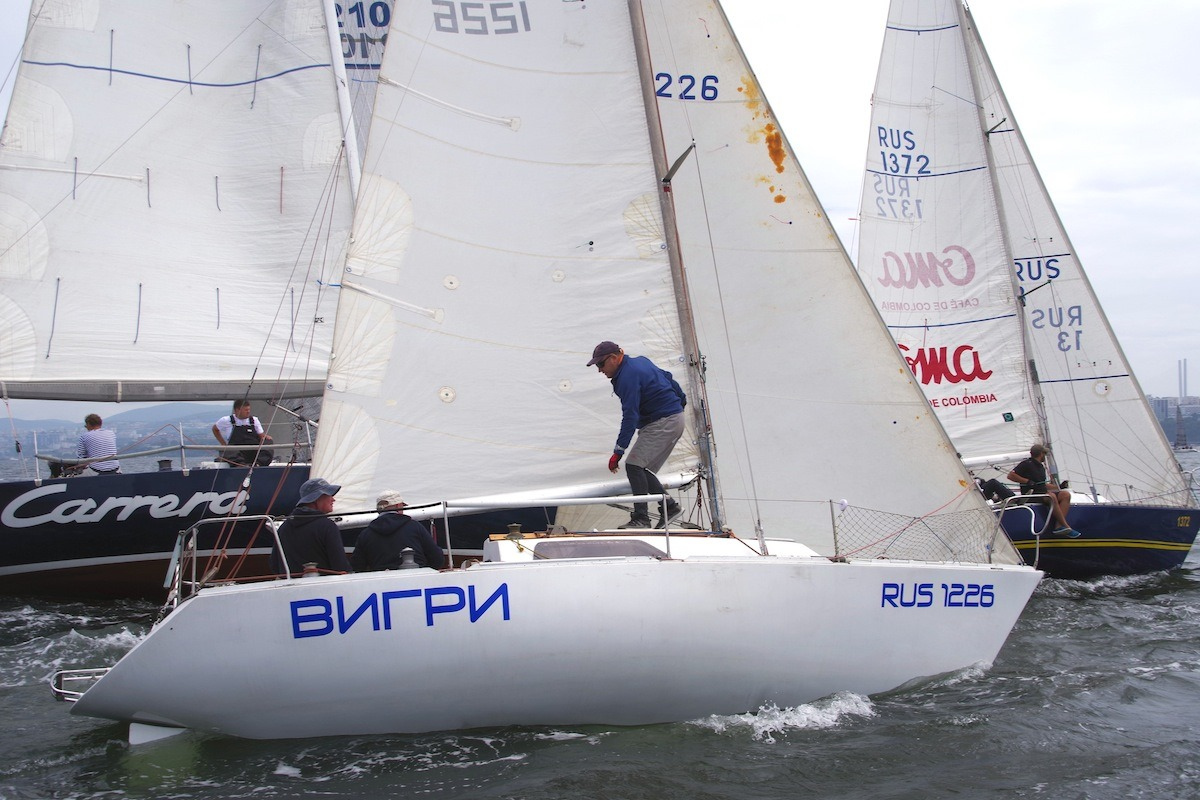
Яхта «Вигри», RUS 1226, чемпионат «Кубок 7 футов - 2019»

Имя «Вигри» Архивная копия от 20 января 2021 на Wayback Machine (регистрационный номер RUS 1226) носит одна из яхт класса «Конрад 25 РТ» в яхт-клубе «7 футов», г. Владивосток.